# Campeonato Baiano de Futebol de 2018 - Segunda Divisão
A segunda divisão do Campeonato Baiano de 2018 foi a quinquagésima segunda edição desta competição futebolística organizada pela Federação Bahiana de Futebol (FBF). O torneio, que representa o segundo escalão do estado, foi disputado por seis agremiações entre os dias 10 de março e 26 de maio.
Atlético de Alagoinhas e Cajazeiras protagonizaram a decisão do torneio. Os clubes empataram as duas partidas e, consequentemente, o título e o acesso para a primeira divisão foram conquistados pelo Atlético de Alagoinhas.

## Participantes e regulamento
O regulamento da segunda divisão do Campeonato Baiano de 2018 se manteve praticamente idêntico ao do ano anterior: numa primeira fase, as seis agremiações participantes se enfrentaram por pontos corridos de dois turnos. Após as dez rodadas, os dois primeiros colocados se qualificaram para final - disputada em duas partidas, com o mando de campo da última partida para o clube com melhor campanha. As seis agremiações que integraram a edição de 2018 foram: Atlético de Alagoinhas, Cajazeiras, Colo Colo, Conquista, Galícia e Teixeira de Freitas.

## Resultados

### Primeira fase
- Atlético de Alagoinhas e Cajazeiras empataram no número de pontos. O posicionamento final foi determinado pelos critérios de desempate, o saldo de gols.
- Fonte: Federação Bahiana de Futebol
- A partida entre Conquista e Teixeira de Freitas, válida pela décima rodada, foi cancelada após solicitação dos dois clubes, que alegaram despesas desnecessárias, pois ambos já se estavam eliminados.[9]

### Final
| 19 de maio | PFC Cajazeiras | 0 – 0                     | Atlético de Alagoinhas | Pituaçu, Salvador                                          |
| 16:00      |                | Súmula Boletim financeiro |                        | Público: 660 Renda: R$ 7.220,00 Árbitro: Diego Pombo Lopez |

Volta
| 26 de maio | Atlético de Alagoinhas | 1 – 1                     | PFC Cajazeiras | Antônio de Figueiredo Carneiro, Alagoinhas                                  |
| 16:00      | Hércules 69'           | Súmula Boletim financeiro | William 32'    | Público: 7,781 pagantes Renda: R$ 63.361,00 Árbitro: Jailson Macedo Freitas |